# ミュンヘン大橋

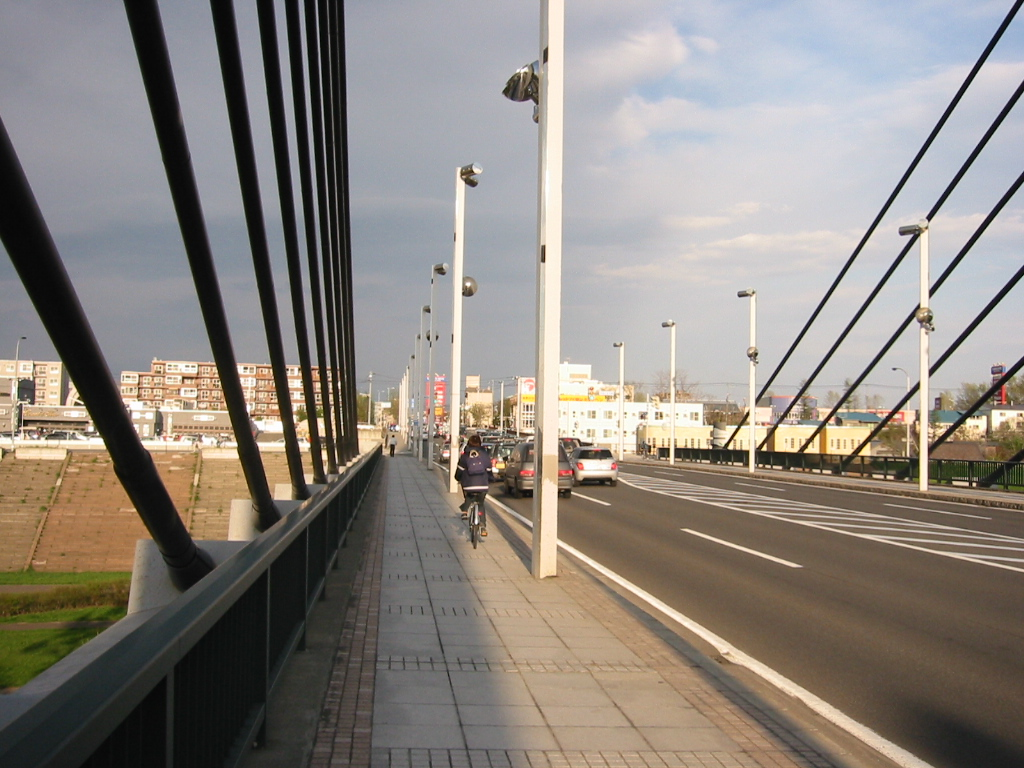
右岸下流側の歩道上より、東方向（豊平区方向）を見る（2005年5月）

ミュンヘン大橋（ミュンヘンおおはし）は、札幌市の豊平川にかかる橋。

## 概要
福住桑園通の橋となっている。札幌市とミュンヘンの姉妹都市提携15周年の年となる1987年（昭和62年）に事業着手したこと、橋の構造が戦後ドイツを中心に発展した橋梁形式（斜張橋）であることから、橋の名前につけられた。札幌市創建120年記念事業として1991年（平成3年）に完成した。夜はライトアップされる。
中央部の主塔付近に、橋の上・下流側のそれぞれに張り出したバルコニーが設けられ、ミュンヘン市庁舎などのレリーフが飾られている。

## 周辺
豊平川には豊平川緑地がある。
豊平区
- コーチャンフォーミュンヘン大橋店
- 札幌市立平岸中学校
- アーバンサイトミュンヘン大橋
- キャッツアイミュンヘン大橋店

南区
- 北海道開発局札幌開発建設部 札幌河川事務所・豊平川ダム統合管理事務所[5]
- 藻岩下公園
- 市立札幌豊成支援学校
- 札幌市立南小学校